# 克莱尔朗德
克莱尔朗德（法語：Clerlande，法語發音：[klɛʁlɑ̃d]）是法国多姆山省的一个市镇，位于该省北部，属于里永区。

## 地理
克莱尔朗德（45°55'6"N, 3°11'29"E）面积8.31 平方千米，位于法国奥弗涅-罗讷-阿尔卑斯大区多姆山省，该省份为法国中南部省份，北起阿列省接壤，东临卢瓦尔省，南至上盧瓦爾省和康塔爾省，西接科雷兹省和克勒兹省。
与克莱尔朗德接壤的市镇（或旧市镇、城区）包括：莫尔日河畔瓦雷讷、埃讷扎、莫尔日河畔马特尔、佩萨-维勒讷沃、里永。

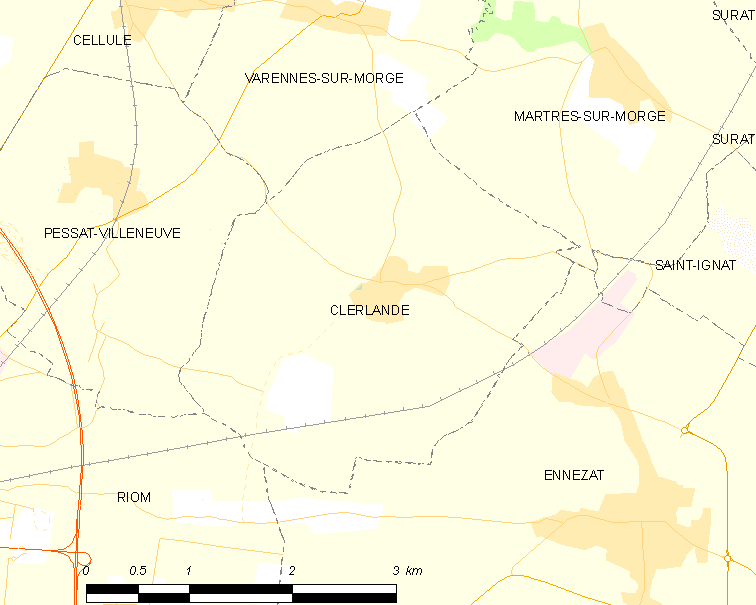
克莱尔朗德的OSM定位图

克莱尔朗德的时区为UTC+01:00、UTC+02:00（夏令时）。

## 行政
克莱尔朗德的邮政编码为63720，INSEE市镇编码为63112。

## 政治
克莱尔朗德所属的省级选区为艾格佩斯县。

## 人口

1962-2008年间克莱尔朗德人口变化图示

克莱尔朗德于2022年1月1日时的人口数量为631人。